# فارفاله

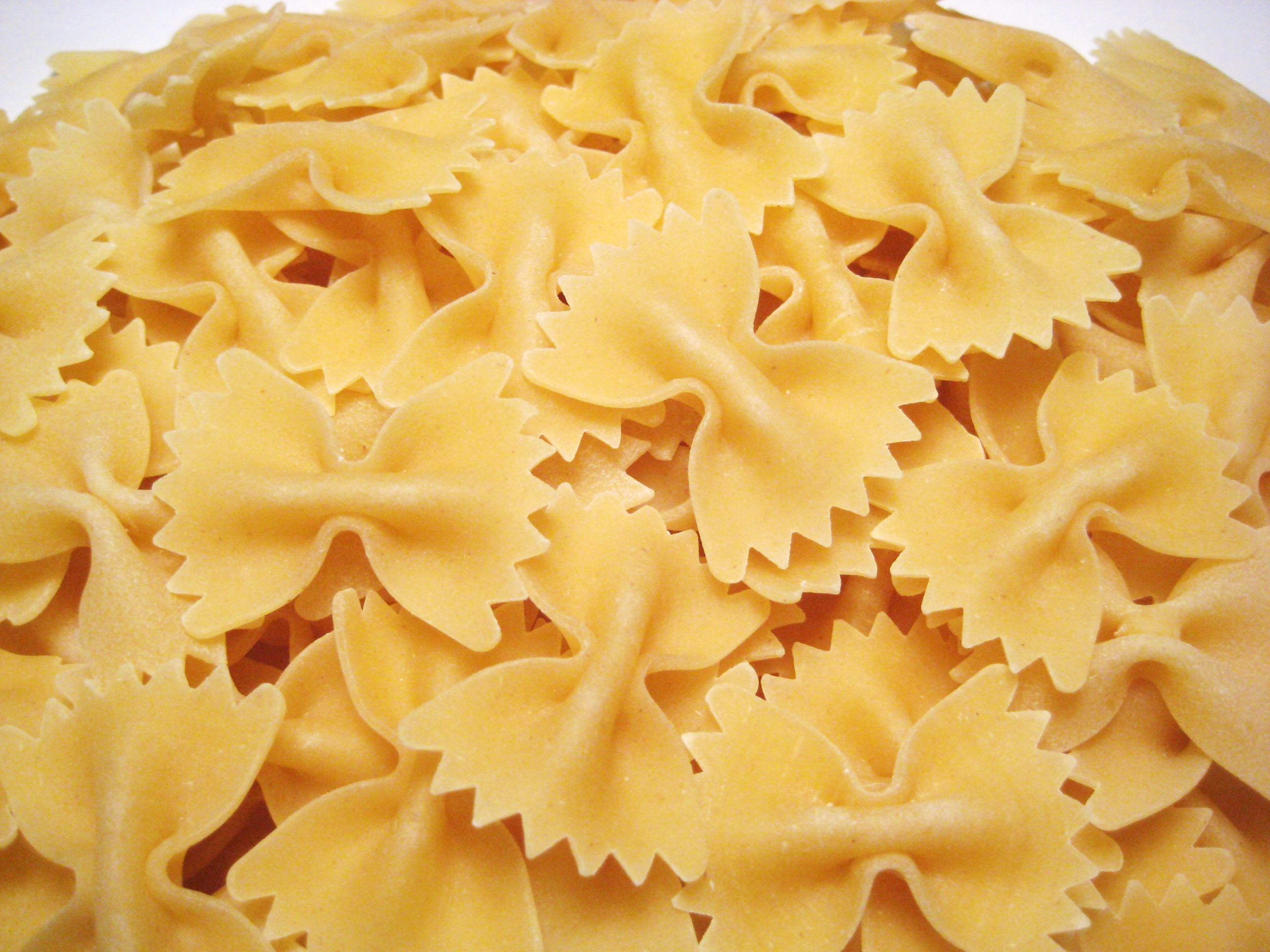
پاستا فارفاله

فارفاله (به ایتالیایی: farfalle) (در لغت، جمع واژهٔ فارفالا (به ایتالیایی: farfalla) به‌معنای پروانه) یا پاستای پروانه‌ای یا ماکارونی پروانه‌ای به نوعی پاستای پاپیونی شکل یا پروانه‌ای شکل کوچک با لبه‌های زیگزاگی گفته می‌شود. این نوع پاستا با توجه به اندازهٔ آن به دو نوع فارفالینی و فارفالونه طبقه‌بندی می‌شود که فارفالینی کوچکترین اندازه و فارفالونه بزرگترین اندازهٔ این پاستا است.